# Cederberg
Cederberg (officieel Cederberg Plaaslike Munisipaliteit) is een gemeente in het Zuid-Afrikaanse district Weskus.
Cederberg ligt in de provincie West-Kaap en telt 49.768 inwoners. De gemeente heeft een Nederlandse naam, in het Afrikaans zou de naam Sederberg zijn, in het Engels Cedarberg.

## Hoofdplaatsen
Cederberg is op zijn beurt nog eens verdeeld in zes hoofdplaatsen (Afrikaans: nedersettings) en de hoofdstad van de gemeente is de hoofdplaats Clanwilliam.
- Clanwilliam
- Citrusdal
- Lambert's Bay
- Graafwater
- Leipoldtville
- Elands Bay